# جورج فيدو
جورج ليون جول ماري فيدو (8 ديسمبر 1862-5 يونيو 1921) كاتب مسرحي فرنسي من العصر المعروف باسم الحقبة الجميلة. يُذكر لمهازله التي كتبها بين عامي 1886 و1914.
ولد فيدو في باريس لأبوين من الطبقة المتوسطة، ونشأ في بيئة فنية وأدبية. افتتن بالمسرح منذ صغره، وعندما كان طفلًا كتب المسرحيات ونظم زملائه في المدرسة في مجموعة درامية. حظي أول فيلم كوميدي كامل له بعنوان (خياط السيدات) بقبول جيد، لكن تلته سلسلة من الإخفاقات النسبية. تخلى عن الكتابة لبعض الوقت في أوائل تسعينيات القرن التاسع عشر ودرّس أساليب أساتذة الكوميديا الفرنسية السابقين، ولا سيما أوجين لابيش، وألفريد هينيكين، وهنري ميلهاك. بفضل صقله لأسلوبه، وفي بعض الأحيان بالتعاون مع مؤلف مشارك، كتب سبعة عشر مسرحية كاملة بين عامي 1892 و1914، أصبح العديد منها عنصرًا أساسيًا في الذخيرة الفنية المسرحية في فرنسا وخارجها. تشمل فندق التبادل الحر 1894، وسيدة من مكسيم 1899، وبرغوث في أذنها 1907، واعتني بإميلي 1908.
تميزت مسرحيات فيدو بشخصيات مراقبة عن كثب، يمكن لجمهوره التعرف عليها، وانغمس في حبكات كوميدية سريعة الحركة للهوية الخاطئة، ومحاولة الزنا، وتوقيت لحظي، ونهاية سعيدة بصورة مثيرة للقلق. بعد النجاح الكبير الذي حصدته هذه المسرحيات في حياته، أهمِلت بعد وفاته، حتى أربعينيات وخمسينيات القرن العشرين، عندما أدت أعمال جان لويس بارولت والمسرح الوطني الفرنسي إلى إحياء الاهتمام بأعماله، في البداية في باريس ثم في جميع أنحاء العالم.
شاب حياة فيدو الشخصية الاكتئاب، والمقامرة الفاشلة، والطلاق. في عام 1919 تدهورت حالته العقلية بوضوح، وقضى آخر عامين في مصحة في باريس. توفي هناك عام 1921 عن عمر ناهز الثامنة والخمسين.

## الحياة والسيرة المهنية

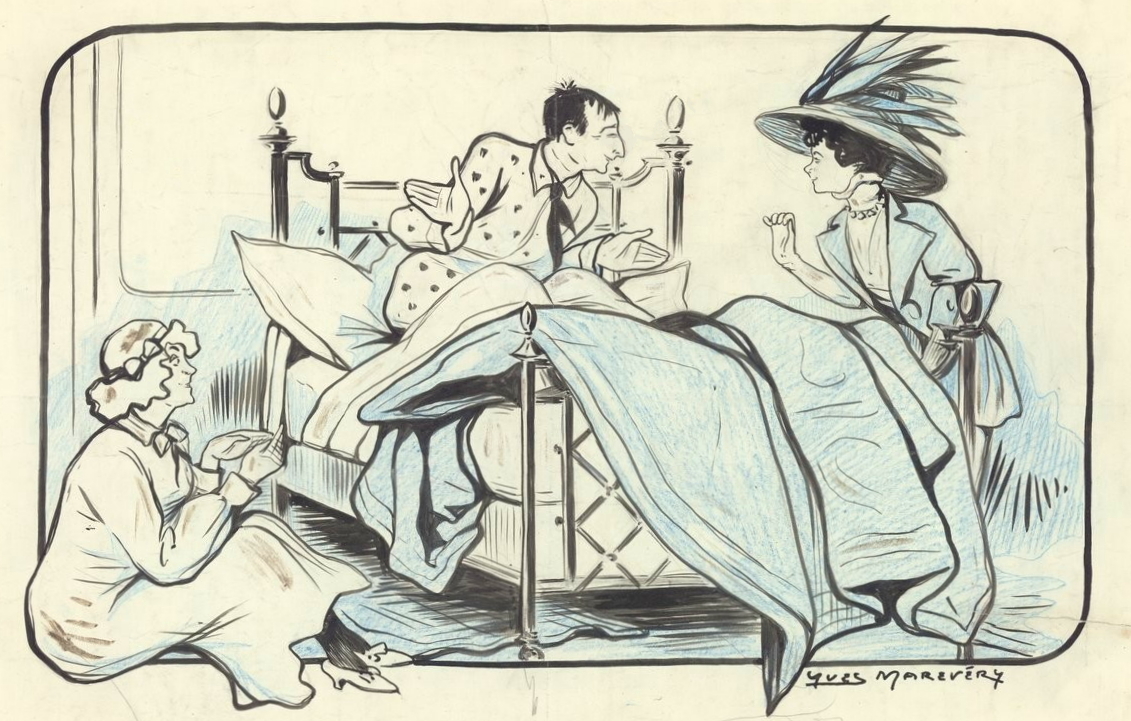
مشهد تاريخي من فيلم "أشغلي نفسك بأميلي" الذي يعود لعام 1908

### البدايات
ولد فيدو في منزل والديه في شارع دي كليشي، باريس، في 8 ديسمبر 1862. والده إرنست إيمي فيدو (1821-1873) ممول وكاتب ذائع الصيت، نجحت روايته الأولى فاني (1858) بما يعرف نجاح الفضيحة، وأكسبته سوء السمعة. أدان رئيس أساقفة باريس الرواية من المنبر، فبيعت بأعداد كبيرة وكان لا بد من إعادة طبعها، خصص إرنست الطبعة الجديدة لرئيس الأساقفة.
والدة فيدو هي لودزيا بوغاسلاوا، الاسم قبل الزواج زيليوسكا (1838-1924) المعروفة باسم «ليوكادي». عندما تزوجت من إرنست فيدو في عام 1861، كان أرملًا يبلغ من العمر أربعين عامًا ولم يكن لديه أطفال، وكانت في الثانية والعشرين من عمرها. اشتهرت بجمالها، وانتشرت شائعات بأنها كانت عشيقة دوك دي مورني أو حتى الإمبراطور نابليون الثالث، وأن أحدهما كان والد جورج طفلها الأول. في وقت لاحق من حياتها، علقت ليوكادي، «كيف يمكن لأي شخص أن يكون غبيًا بما يكفي ليصدق أن صبيًا ذكيًا مثل جورج هو ابن ذلك الإمبراطور الغبي!». أما علاقتها بالدوق فقد اكتنفها الغموض، وقال جورج لاحقًا يمكن أن يعتقد الناس أن مورني والده إذا أرادوا ذلك.
كان إرنست صديقًا لغوستاف فلوبير، وتيوفيل غوتيه، وألكسندر دوما الابن، ونشأ فيدو في بيئة أدبية وفنية. بعد اصطحابه إلى المسرح في سن السادسة أو السابعة، كان متحمسًا للغاية لدرجة أنه بدأ في كتابة مسرحيته. أعجِب والده بالمسرحية، وطلب من مربية الأسرة إعفاؤه من الدراسة في ذلك اليوم. قال فيدو لاحقًا إن الكسل جعله كاتبًا مسرحيًا، بمجرد أن اكتشف أنه يستطيع الهروب من الدروس عن طريق كتابة المسرحيات. بحث عن هنري ميلهاك، أحد كبار المسرحيين في باريس، وأطلعه على آخر محاولاته. قال له ميلهاك: «يا ولدي، مسرحيتك غبية، لكنها مسرحية. ستكون رجل المسرح».
بعد اندلاع الحرب الفرنسية البروسية في عام 1870، غادرت العائلة باريس إلى بولوني سور مير. عادوا لفترة وجيزة إلى باريس في مارس 1871 ثم انتقلوا إلى مدينة المنتجع الصحي باد هومبورغ حتى يتمكن إرنست، الذي تدهورت صحته، من العلاج. بعد فترة وجيزة من عودتهم إلى باريس في أكتوبر 1871، أرسلا فيدو البالغ من العمر تسع سنوات، والذي لم يكن قد تلقى سوى دروسًا خاصة، إلى مدرسة داخلية. عندما كان تلميذًا كان كسولًا عمومًا، لكنه كرس وقته وطاقته لتنظيم مجموعة درامية للهواة والأداء. في أكتوبر 1873 توفي إرنست، وفي عام 1876 تزوجت ليوكادي مرة أخرى. هنري فوكييه (1838-1901)، زوجها الثاني، وأقرب إلى عمرها من إرنست، وهو صحفي ليبرالي بارز، وكانت علاقته جيدة مع فيدو. في عام 1879 أكمل فيدو تعليمه الرسمي في ليسيه سانت لويس، وعمل كاتبًا في شركة محاماة. بقي شغوفًا بالمسرح، وبدأ الكتابة مرة أخرى. كانت المونولوجات الهزلية عصرية في المجتمع، وكتب (السيدة الشابة المتمردة)، وهي مونولوج فكاهي في الشعر، لمدة سبع دقائق تقريبًا، والتي جذبت اهتمامًا إيجابيًا وتناولها الناشر أوليندورف.

## أعماله
كتب فيدو أكثر من عشرين مونولوجًا كوميديًا وقدم نصوصًا أوبرالية للملحنين غاستون سيربيت، وألفريد كايزر، ولويس فارني، لكن سمعته اعتمدت على مسرحياته المعروفة باللغة الإنجليزية باسم المهازل. لم يستخدم هذا المصطلح في أي من أعماله: بل أطلق عليها اسم الفودفيل أو الكوميديا. الفودفيل، نوع نشأ في العصور الوسطى كأغنية ساخرة، تطور إلى مسرحية في الشعر مع الموسيقى، وبحلول زمن فيدو انقسم إلى فرعين: الأوبريت، مثل تلك التي كتبها أوفنباخ، وعلى حد تعبير الكاتب بيتر ماير، «الفودفيل نفسها... شبيهة بما نسميه مهزلة تهريجية، إذ كانت الحركة أكثر أهمية من الشخصية». استخدم المراجعون في الصحافة الفرنسية في زمن فيدو كلا المصطلحين -فودفيل ومهزلة- لتسمية مسرحياته.
بين عامي 1878 و1916 أكمل فيدو عشرين مسرحية كاملة وتسع عشرة مسرحية من فصل واحد. كُتبت إحدى عشرة مسرحية مع مؤلف مشارك، ولم تكن جميعها هزلية، (الشريط، 1894، بالتعاون مع موريس ديفاليير)، هو فيلم كوميدي عن جهود الرجل المضنية لكسب شرف الدولة، و(البرعم) هو كوميديا أخلاقية مع لحظات عصيبة. حقق الأخير سلسلة محترمة من 92 عرضًا، لكن أعظم نجاحات فيدو كانت في مهزلة. قال إنه جنى الكثير من المال من سيدة من مكسيم لدرجة أنه بإمكانه تحمل استراحة لمدة عامين من الكتابة، وتكريس نفسه بدلًا من ذلك لهوايته، الرسم. بقيت هذه المسرحية مفضلة لدى الجماهير الفرنسية، أما في البلدان الناطقة باللغة الإنجليزية، أصبح برغوث في أذنها الأكثر شعبية.

### الأسلوب الهزلي
قارن الناقد إس. بينون جون مهزلة فيدو «تخريب حاد» مع مسرحية من المسرح الإنجليزي من نفس الفترة «دافئ ولطيف». قارن جون أيضًا مهزلة فيدو مع المهزلة الفرنسية السابقة لأوجين لابيش: «عالم لابتش، على الرغم من خياله، متجذر في الحياة العادية؛ أما عالم فيدو قاسي، وخانق، ويميل إلى الهوس». قال فيدو، وهو يناقش أسلوبه، «عندما أجلس لكتابة مسرحية، أحدد الشخصيات التي لديها كل الأسباب لتجنب بعضها البعض، وأعمل على جمعهم معًا في أقرب وقت، وبقدر ما أستطيع». قال أيضًا إنه لتضحك الناس «عليك أن تضع الناس العاديين في موقف مأساوي ثم تراقبهم من زاوية كوميدية، لكن يجب ألا يُسمح لهم أبدًا بقول أو فعل أي شيء غير مطلوب بصرامة، أولًا من خلال شخصيتهم وثانيًا بالحبكة». على الرغم من أنه كان معروفًا في حياته الخاصة بذكائه، لكنه تجنب ذلك بعناية في مسرحياته، فقد قاطع هذا الحوار المسرحي البارع الحركة.